# 日本フランチャイズチェーン協会
一般社団法人日本フランチャイズチェーン協会（にほんフランチャイズチェーンきょうかい、英語: Japan Franchise Association）は、フランチャイズ・システムの健全な発展を図ることを目的に設立された業界団体。

## 概要
1972年、通商産業省（現・経済産業省）の認可を受けて設立。フランチャイズ・システムに関する教育研修・調査研究・規範制定・広報相談などの活動を主としており、フランチャイズ・ビジネスを運営する日本の代表的な企業を中心に構成されている。
2012年4月1日、公益法人制度改革により一般社団法人に移行。
2021年3月31日現在、正会員103社、準会員13社、研究会員114社、賛助会員276社、合計506社が加盟している。

## 会員の種類と資格
会員には4種類あり、次のように分類される。
- 正会員：JFAの「倫理綱領」に賛同するフランチャイザーで、JFAの定める資格を有するもの。
  1. 個人又は法人等の目的及び活動が、公の秩序又は善良な風俗に反する恐れがないものであること。
  2. 個人又は法人等の財務および経営が健全であること。
  3. 当該フランチャイズ・システムに係わる明確な契約条件が確立しており、その内容が適切であること。
  4. 当該フランチャイズ・システムに係わる契約条項を自ら実行し、その効果を現に挙証し得る事例を有する者であること。
  5. 申し込み時点に、日本国内において2年以上の実績を有するフランチャイジーを原則として10以上有する者であること。
  6. 当該フランチャイズ・システムに関する契約の解除または実行不能件数が、過去2年間に、その年に存在する契約数の20%を超えない者であること。
- 準会員：JFAの「倫理綱領」に賛同する1年以上の実績を有するフランチャイザーであって、正会員以外のフランチャイザーであるもの。
- 研究会員：フランチャイズ・システムに関心を有する、個人又は法人等であって、現在はフランチャイジーを有しないが、JFAの「倫理綱領」に賛同し、協会の研究活動に参加するもの。
- 賛助会員：フランチャイズ・システムに関連する事業を営む者及びJFAの趣旨に賛同するもの。

## 主な会員企業
- 株式会社セブン-イレブン・ジャパン（コンビニエンスストア）
- 株式会社ファミリーマート（同上）
- 株式会社ローソン（同上）
- 株式会社アップガレージ（中古車用品販売）
- タリーズコーヒージャパン株式会社（喫茶店）
- 株式会社リンガーハット（飲食店）
- 日本KFCホールディングス株式会社（ファストフード店・レストラン等）
- 株式会社センチュリー21・ジャパン（不動産仲介）
- 株式会社カーブスジャパン（フィットネスジム）
- 株式会社やる気スイッチグループ（総合教育サービス）